# Mariología de los santos

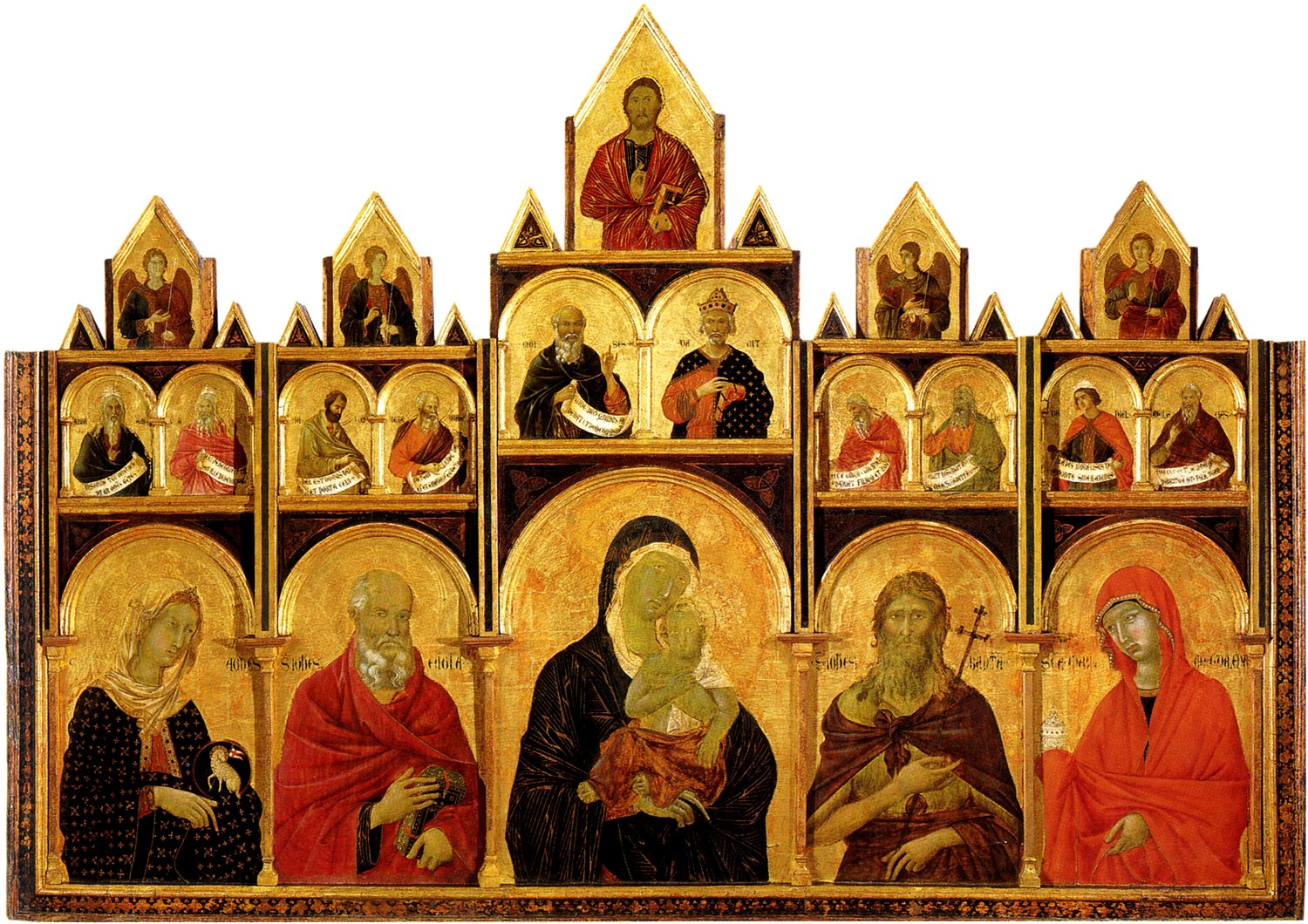
Políptico Virgen con el Niño y Santos por Duccio, siglo XIV

A lo largo de la historia, la mariología católica se ha visto influida por una serie de santos que han atestiguado el papel central de María en el plan de salvación de Dios. El análisis de los primeros Padres de la Iglesia sigue reflejándose en las encíclicas modernas. Ireneo defendió enérgicamente el título de "Theotokos" o Madre de Dios. Las opiniones de Antonio de Padua, Roberto Belarmino y otros apoyaron la doctrina de la Inmaculada Concepción de la Virgen María, que fue declarada dogma en 1850.
Los escritos de los santos han contribuido tanto a la piedad popular como a una mayor comprensión del papel de María en la historia de la salvación.

## Los primeros santos

### Ireneo de Lyon
Una de las primeras imágenes de María en la tradición cristiana es la de la "Nueva Eva". [Ireneo de Lyon (circa 140-202) es quizás el primero de los Padres de la Iglesia en desarrollar una mariología completa. En su juventud había conocido a  san Policarpo y a otros cristianos que habían estado en contacto directo con los Apóstoles. Siguiendo Romanos 5, su análisis es a la vez escriturístico y cristológico, presentando a Cristo como el "Nuevo Adán". Ireneo amplía el pensamiento de Justino Mártir (100-165), e ilustra la distinción entre Eva y María tanto en Adversus haereses (Contra las herejías) como en Demonstratio Apostolicae Praedicationis (Prueba de la predicación apostólica).
Según Ireneo, Cristo, al nacer de la Virgen María, creó una situación histórica totalmente nueva. Este punto de vista influyó en Ambrosio de Milán y Tertuliano, que escribieron sobre el Concepción virginal de la  Madre de Dios. El papa Pío IX hizo referencia a este tema de Ireneo en la constitución apostólica de 1854 Ineffabilis Deus', que definía el dogma de la Inmaculada Concepción.

### Ambrosio de Milán
San Ambrosio de Milán (339-397), obispo de Milán y doctor de la Iglesia, fue una de las figuras eclesiásticas más influyentes del siglo IV. Estudioso de Simpliciano, la virginidad de María y su papel como  Madre de Dios fueron fundamentales en sus opiniones sobre María. Retrató a la Madre de Dios "como desprovista de cualquier defecto o imperfección, radiante de excepcional grandeza y santidad."
En 390 defendió la doctrina de la virginidad perpetua de María, rechazada por Joviniano. También refutó la enseñanza de Bonosus de Sardica de que María tuvo otros hijos después de Jesús, citando Juan 19: 25-26 y argumentando que si eso fuera así, Jesús no habría confiado su madre a Juan. Abordó esta cuestión con más detalle en De Institutione Virginis.

### Augustín de Hipona
El culto a María no era tan fuerte en el norte de África en tiempos de Augustino (354-430) en comparación con el de los mártires recientes. Agustín murió un año antes de que el Concilio de Éfeso de 431 declarara a María Madre de Dios, lo que impulsó una consideración más profunda del papel de María. No desarrolló una mariología independiente, pero sus declaraciones sobre María superan en número y profundidad a las de otros escritores tempranos. Sus temas principales se tratan en De santa virginitate ("Sobre la santa virginidad"), donde explica que, al igual que la Iglesia, María es virgen y madre, tanto física como espiritualmente.
Agustín dijo que María fue más bienaventurada al aceptar la fe en Cristo que al concebir la carne de Cristo. El interés de Agustín por la maternidad de María estaba centrado en Cristo y subrayaba tanto la plena humanidad como la plena divinidad de Cristo.

### Cirilo de Alejandría
Cirilo de Alejandría (412-444) presidió el Tercer Concilio Ecuménico celebrado en 431 en Éfeso, que definió como artículo de fe que María era verdaderamente la Madre de Dios. Esto surgió de una aparente disputa cristológica que enfrentaba a Cirilo con Nestorio de Constantinopla.
La veneración de María como "Theotokos" (portadora de Dios) apoyaba la doctrina de la encarnación, y el estatus de Cristo como igual al Dios Padre. Cirilo creía que la preferencia de Nestorio por el término "Christotokos" (portadora de Cristo) socavaba esto y sugería que Cristo era personas distintas: una plenamente humana y nacida de María, la otra plenamente divina y no sujeta al nacimiento ni a la muerte. El Concilio aprobó el nombre "Theotokos", que en Occidente se traduce como Madre de Dios.

## Santos de la Edad Media

### Bernardo de Claraval

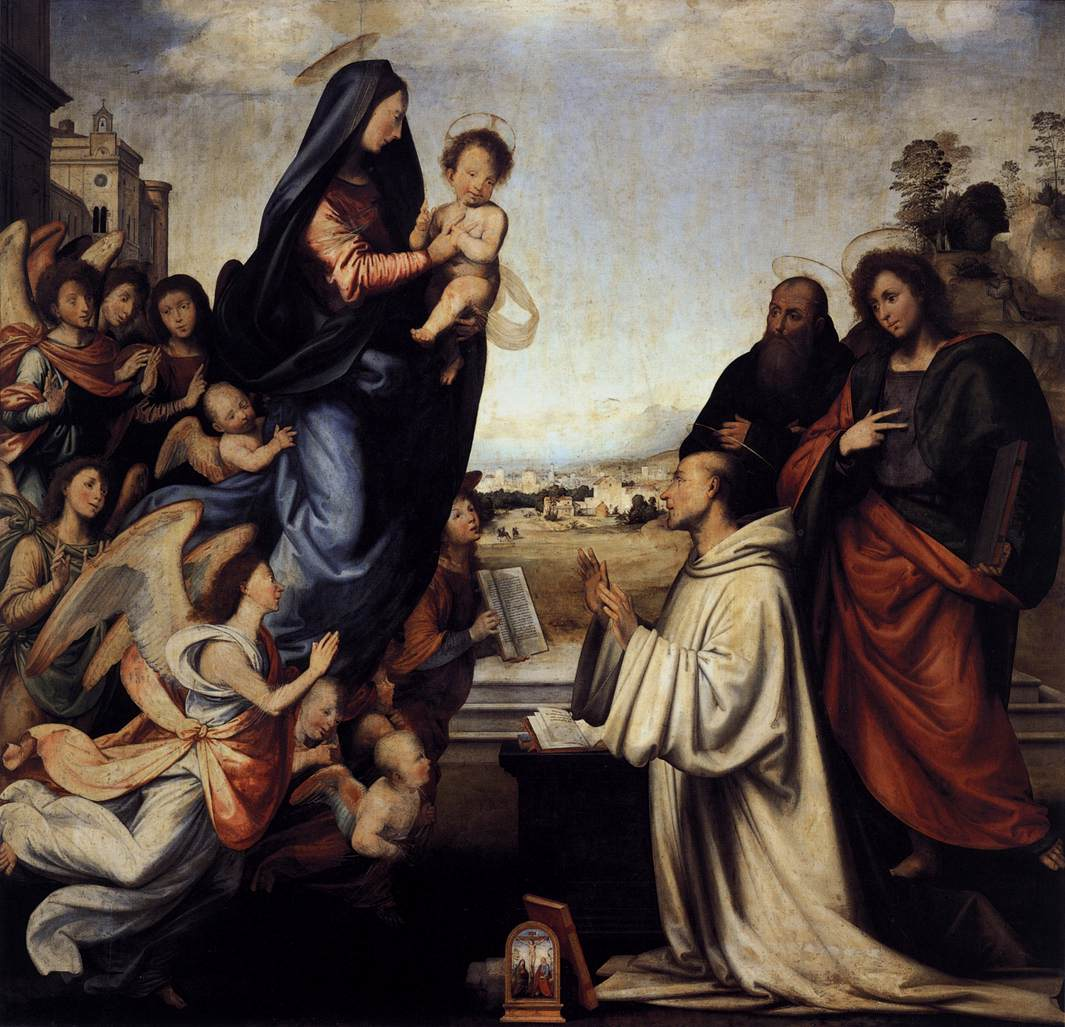
La visión de San Bernardo, por Fra Bartolommeo, c. 1504 (Uffizi).

Bernardo de Claraval fue uno de los eclesiásticos más influyentes de su época. En el Sermón del domingo de la octava de la Asunción describió la participación de María en la redención. Las Alabanzas sobre la Virgen Madre de Bernardo fueron un pequeño pero completo tratado de Mariología.
Bernardo escribió sobre María bajo el título "Nuestra Señora, Estrella del Mar".
Cuando las tempestades de la tentación estallen sobre ti, cuando te veas empujado sobre las rocas de la tribulación, mira a la estrella, invoca a María. Cuando te trague el orgullo o la ambición, o el odio, o los celos, mira a la estrella, invoca a María. Si la ira, o la avaricia, o el deseo carnal asaltan violentamente el frágil vaso de tu alma, mira a la estrella, invoca a María. Si turbado por la atrocidad de tus pecados, angustiado por el sucio estado de tu conciencia y aterrorizado al pensar en el terrible juicio venidero, comienzas a hundirte en el abismo sin fondo de la tristeza y a ser tragado por el abismo de la desesperación, piensa en María. En los peligros, en las dudas, en las dificultades, piensa en María, invoca a María. Que su nombre no salga de tus labios, que nunca abandone tu corazón".
.
En 1953, en el octavo centenario de la muerte de Bernardo, el Papa Pío XII publicó la encíclica Doctor Mellifluus sobre San Bernardo de Claraval.

### Hildegarda de Bingen
Hildegarda de Bingen "presenta la mariología más compleja de las escritoras alemanas medievales"  Aunque sigue la yuxtaposición tradicional de Eva y María, Adán es representado en las Scivias' ilustradas como escuchando al tentador, y por lo tanto tiene la misma culpa. De las sesenta y tres canciones de la Symphonia de Hildegarda, dieciséis se centran en el papel de María en la historia de la salvación, la mayor cantidad dedicada a una sola figura. En la Mariología de Hildegarda, María asume el estatus de socia esencial y activa en el plan de redención. Un segundo tema mariano característico es el de la Virgen Madre sanando el quebrantamiento traído al mundo por la primera madre, Eva. Hildegarda pertenece más a la época románica que a la gótica. Ajena a un nuevo estilo afectivo de piedad que los frailes popularizarán en toda Europa, la María de Hildegarda, como su espiritualidad en general, es monástica.

### Santo Domingo
Una leyenda popular sostiene que Dominic recibió el Rosario de María. Aunque se cree que hizo uso del  Rosario en su trabajo por la conversión de los albigenses, las Actas de canonización de Santo Domingo hacen hincapié en su frecuente rezo del himno Ave Maris Stella'. El Rosario sigue siendo una parte única del carisma de la Orden de Predicadores.

### Antonio de Padua
Los numerosos sermones de Antonio de Padua (1195-1231) sobre la Virgen María reflejan su creencia en varias doctrinas marianas que fueron declaradas dogmas siglos después de su muerte. Reflexionó sobre la Asunción de María y refiriéndose al Salmo 132 argumentó que, al igual que Jesús había subido al Cielo, también lo había hecho María. También apoyó la liberación de María del pecado y su Inmaculada Concepción. Dado que Antonio era uno de los más cultos y elocuentes de los primeros Franciscanos, fue tratado como Doctor de la Iglesia por su orden, incluso antes de que se le concediera el título en 1946.
Como Doctor de la Iglesia, los puntos de vista de Antonio de Padua dieron forma al enfoque mariológico de un gran número de franciscanos que siguieron su enfoque durante siglos después de su muerte.

### Catalina de Siena
Catalina de Siena, dominica de la tercera orden, comenzaba casi todas sus más de 300 cartas con: "En el nombre de Jesucristo crucificado y de la dulce María". Para Catalina, la Encarnación es el principio de la redención. La ciudad de Siena fue dedicada a María en 1260, y Catalina absorbió su espiritualidad ambiental. Adoptó la costumbre de dedicar el sábado a María y recomendó rezar el Pequeño Oficio de la Santísima Virgen María.
Sus escritos influyeron en el teólogo Charles Journet.

## Reforma

### Pedro Canisio

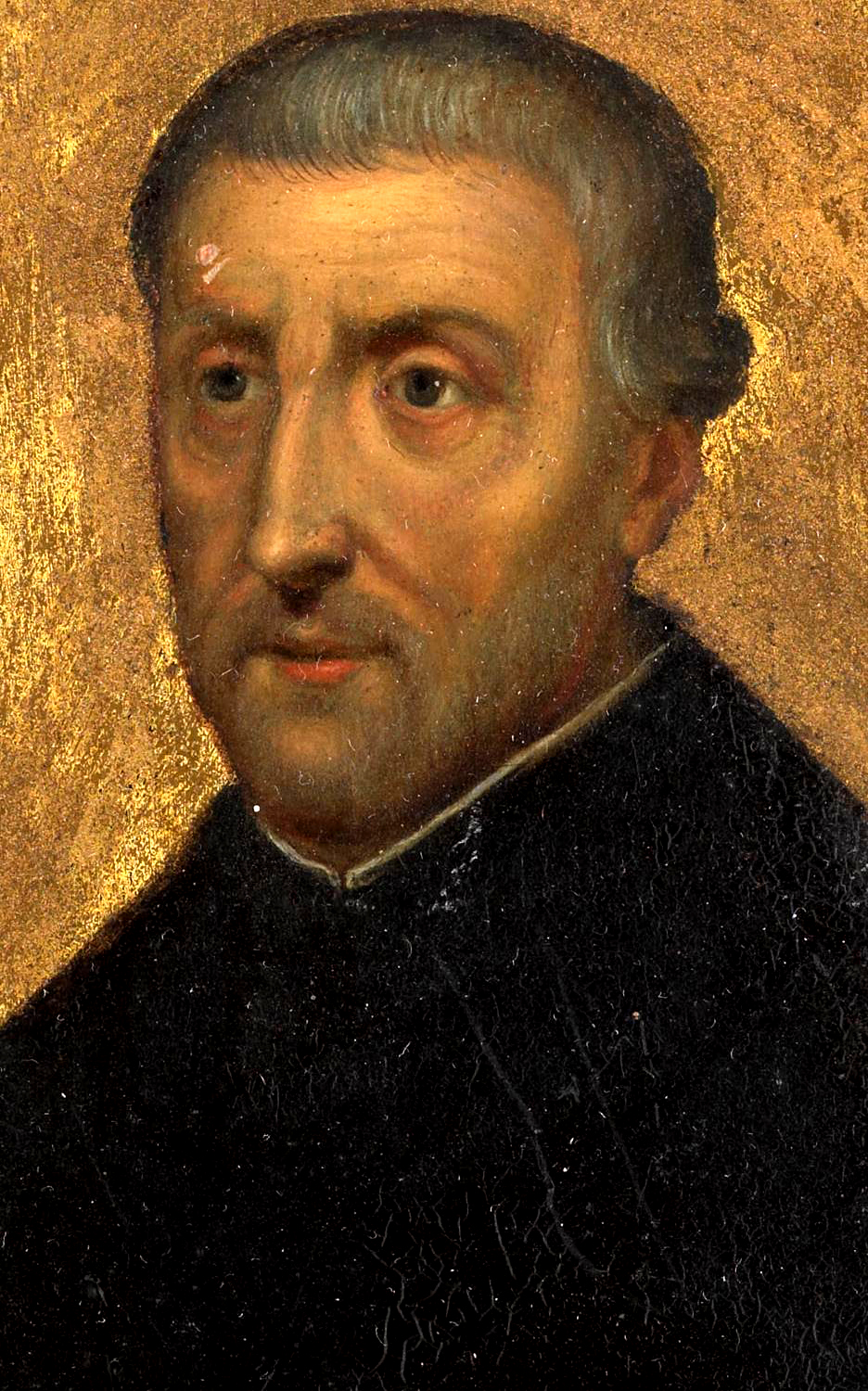
San Pedro Canisio contribuyó a la oración del Ave María.

San Petrus Canisius (1521-1597), de la Compañía de Jesús, enseñó que, aunque hay muchos caminos que conducen a Jesucristo, la veneración mariana es el mejor. Canisio intentó mostrar una justificación práctica de la devoción mariana y la defendió frente a los argumentos protestantes contrarios. Su aportación más duradera a esta "mariología aplicada" son sus tres catecismos, que publicó en latín y alemán, y que se difundieron y popularizaron en las regiones católicas.  Bajo el epígrafe "oración" explica el Ave María, como base de la piedad mariana católica. Menos conocidos son sus libros marianos, en los que publicó oraciones y textos contemplativos.
Se le atribuye la adición al Ave María de la frase Santa María, Madre de Dios, ruega por nosotros pecadores. Esta frase apareció por primera vez en su catecismo de 1555. Fue once años más tarde incluida en el Catecismo del Concilio de Trento de 1566.
"Petrus Canisius proporcionó una defensa clásica de toda la mariología católica contra el protestantismo", según juzgó trescientos años después un destacado teólogo católico.

### Robert Bellarmine
Mientras que el jesuita Cardenal Roberto Belarmino rezaba diariamente el Rosario y el Pequeño Oficio, tenía también una particular devoción a la Inmaculada Concepción. El Papa Pío XII cita a Belarmino en la constitución apostólica de 1950 Munificentissimus Deus promulgando el dogma de la Asunción.

### Francisco de Sales
Francisco de Sales tenía unos doce años cuando fue a París para ser educado en el Colegio Jesuita de Clermont, donde se unió a la Congregación de María. La doctrina de la Inmaculada Concepción, aunque todavía en aquella época se debatía, era un elemento importante de la devoción mariana de los jesuitas. En 1584 una crisis religiosa personal le llevó a la capilla de Notre Dame de Bonne Deliverance en la iglesia dominica de St. Etienne des Gres, donde se consagró a la Santísima Virgen.
Como preboste del obispo de Ginebra, de Sales emprendió una labor misionera en el Chablais calvinista, recientemente anexionado a la Saboya católica. La promoción del culto a María formó parte de sus esfuerzos evangelizadores. Como obispo, erigió iglesias y capillas
capillas dedicadas a Notre Dame. Muchas de ellas fueron consagradas en honor de la Inmaculada Concepción y la
Asunción, dando así realce a estas doctrinas.
En Introducción a la Vida Devota, de Sales recomendó la devoción a María, especialmente encomendarse a su corazón maternal. En El Tratado del Amor de Dios, sigue a Duns Scotus al sostener que siendo preordenada para ser la
Madre de Dios, María fue, por un privilegio singular, preservada del pecado original en el momento de su concepción. Esto se hizo a través de la aplicación preveniente de los méritos de Cristo a ella y así una redención preservativa. "Para él, el amor recíproco
de Dios y la humanidad se descubre paradigmáticamente en la unión de los corazones de María y Jesús."

## Época moderna

### Jean Eudes
Juan Eudes (1601-1680) fue influenciado en parte por los escritos de San Francisco de Sales sobre las perfecciones del Corazón de María como modelo de amor a Dios. Introdujo la devoción a los Corazones de Jesús y María y estableció la  Sociedad del Corazón de la Madre Más Admirable. Eudes comenzó sus enseñanzas devocionales con el Corazón de María, y luego las extendió al Sagrado Corazón de Jesús.
La fiesta del Santo Corazón de María se celebró por primera vez en 1648, y la del Sagrado Corazón de Jesús en 1670. La Misa y el Oficio propios de estas fiestas fueron compuestos por San Juan Eudes en 1668.

### Luis de Montfort
Luis de Montfort (1673-1716) fue defensor de la mariología frente al jansenismo; su  Verdadera devoción a María sintetizó muchos de los escritos de santos anteriores. El planteamiento de Montfort de "consagración total a Jesucristo por María" tuvo un fuerte impacto en la devoción mariana tanto en la piedad popular como en la espiritualidad de los institutos religiosos. El Papa Juan Pablo II citó a Montfort en su Carta Apostólica Rosarium Virginis Mariae: Puesto que María es, entre todas las criaturas, la más conforme a Jesucristo, resulta que, entre todas las devociones, la que más consagra y conforma un alma a nuestro Señor es la devoción a María, su Santa Madre, y que cuanto más se consagre un alma a ella, tanto más se consagrará a Jesucristo" 
También es muy leído El  Secreto del Rosario de Montfort.

### Alfonso de Ligorio

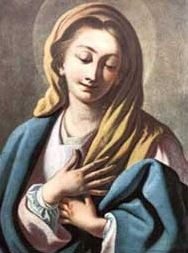
Madonna pintada por San Alfonso de Ligorio, hacia 1718

De carácter principalmente pastoral, la Mariología de Alfonso de Ligorio redescubre, integra y defiende la Mariología de Agustín y Ambrosio y otros padres y representa una defensa intelectual de la Mariología en el siglo XVIII. Liguori promovió la doctrina de la Asunción de María corporal al Cielo, argumentando que Jesús no habría querido que el cuerpo de su madre se corrompiera en la carne, pues eso habría sido una deshonra, dado que él mismo había nacido de la Virgen, y por lo tanto María debió ser asunta al Cielo.
En Las Glorias de María, Ligorio basó su análisis de María como "Puerta del Cielo" en la afirmación de San Bernardo: "Nadie puede entrar en el Cielo si no es por María, como por una puerta". También escribió Salve Reina Santa: Una explicación de la Salve Regina.

### Teresa de Lisieux
Se dice que para Teresa de Lisieux "...era más importante para la gente imitar a María que admirarla. Se impacientaba abiertamente con los sermones que exageraban los privilegios de la Santísima Virgen, como si María no caminara en la oscuridad que envuelve toda fe verdadera". Hablando de María, Teresa dijo: "Es más Madre que Reina".

### Maximiliano Kolbe

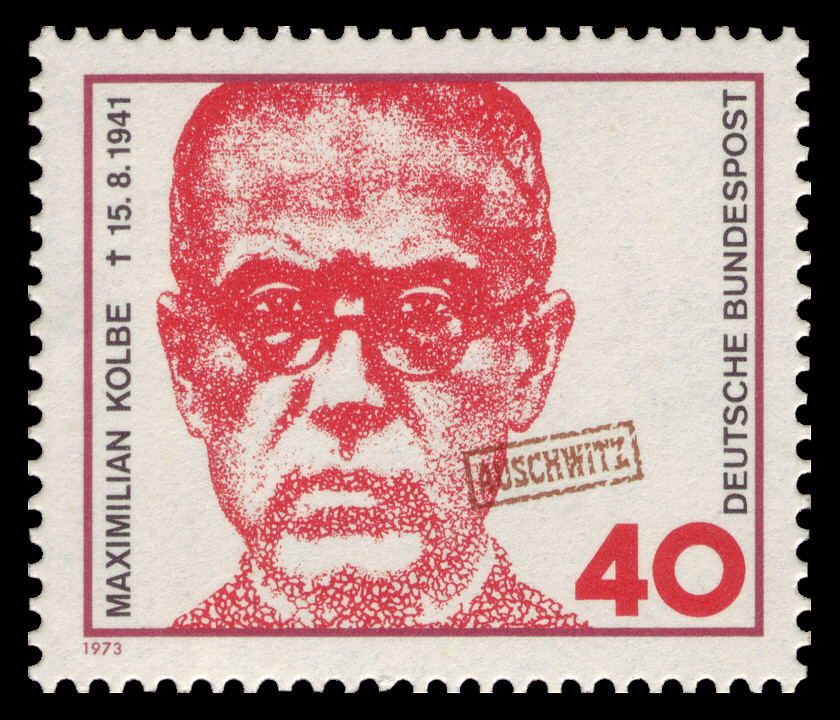
San Maximiliano Kolbe

En 1915, cuando aún estaba en el seminario, San Maximiliano Kolbe (1894-1941) y otros seis estudiantes iniciaron el movimiento Milicia de la Inmaculada para promover la devoción a la Inmaculada Concepción, basándose en parte en los mensajes de 1858 de Nuestra Señora de Lourdes. Kolbe hizo hincapié en la renovación de las promesas bautismales mediante una consagración total a la Inmaculada, que consideraba el medio más perfecto para alcanzar la unidad con Jesús. Kolbe fundó más tarde el monasterio de  Ciudad Inmaculada y fundó la publicación Militia Immaculatae (Caballeros de la Inmaculada). Los esfuerzos de Kolbe por promover la consagración a la Inmaculada hicieron que se le conociera como el "Apóstol de la Consagración a María".